# Robot 7723
Robot 7723 (en inglés Next Gen, lit. Próxima Generación) es una película chino-canadiense animada de comedia, acción y ciencia ficción de 2018. Fue dirigida por Kevin R. Adams y Joe Ksander. Cuenta la historia de Mai Su, una adolescente solitaria que vive en un mundo donde los robots inteligentes son comunes, y que, después de un encuentro fortuito con un robot conocido como Proyecto 7723, debe formar una amistad insólita para poner fin a una amenaza cruel. La película fue lanzada en Netflix el 7 de septiembre de 2018.

## Argumento
Una adolescente llamada Mai vive con su madre Molly en Grainland. Su padre las dejó cuando ella era joven, después de lo cual su madre comenzó a depender de los robots, lo que hizo que Mai se sintiera excluida. Un día, las dos asisten a un lanzamiento de producto en la sede de IQ Robotics. Molesta con su madre, Mai se aleja, tropezando con el laboratorio secreto del Dr. Tanner Rice, que ha estado trabajando en un robot de ataque llamado 7723. Mai activa accidentalmente 7723, antes de ser detenida por los de seguridad y devuelta a su madre. En el lanzamiento, Justin Pin, el CEO de IQ Robotics, revela al público una nueva generación de Q-Bots, pero secretamente los diseñó para explotar. 7723 sale del laboratorio de Rice para encontrar a Mai, pero es perseguido por la policía de la ciudad. Empieza a utilizar sus sistemas de armas, lo que hace que las fuerzas policiales respondan con fuerza letal. Cae en los niveles más bajos de la ciudad, dañando su centro de memoria.
Cuando Mai sale a ver cómo está su perro, Momo, encuentra 7723 en su patio trasero. Ella inicialmente trata de despedirlo, pero después de ver su sistema de armas, le permite quedarse en el cobertizo. Con 7723, Mai se enfrenta a algunos matones de la escuela, destruyendo sus Q-Bots. Luego, los dos se embarcan en un montaje de travesuras por toda la ciudad, pero a medida que 7723 acumula más recuerdos, lucha por decidir cuál conservar. Cuando Mai lo confronta, revela que si alcanza su capacidad máxima, se someterá a un reinicio total del sistema , perdiendo todos sus recuerdos en el proceso. Mai sugiere eliminar sus sistemas centrales para hacer espacio, pero dice que perdería funcionalidad.
7723 se vuelve aprensivo sobre el uso de sus habilidades bajo las órdenes de Mai, y durante una instancia se niega a atacar a la líder matona de la escuela de Mai, Greenwood, cuando ella ordena que se lastime. Esto enfurece a Mai, por lo que procede a golpear a Greenwood con su bate, pero se detiene justo antes de completar un swing después de que Greenwood comienza a llorar. 7723 posteriormente borra su sistema de armas para guardar sus recuerdos y evitar que lastime a más personas, y le promete a Mai que nunca la defraudará de nuevo, pero el Q-Bot de Molly lo ve sin saberlo, lo que le permite al Dr. Rice encontrarlo. va a la casa de Mai para formatear7723 de la memoria y llevárselo. Explica que construyó 7723 para evitar una crisis próxima. Pin y su robot guardaespaldas Ares llegan, anunciando su plan de matar a toda la humanidad. Estalla una pelea, pero sin sus armas, 7723 no puede detener a Pin de secuestrar a Molly y huye con Mai y Momo a las alcantarillas. Mai responde al 7723 por eliminar sus sistemas de armas y no salvar a su madre.
Mai se dirige rápidamente a IQ Robotics para rescatar a Molly, pero rápidamente llega, pero 7723 llega y los dos se reconcilian. Encuentran al Dr. Rice, quien les advierte de Ares, pero antes de que pueda decir mucho más, Pin aparece y lo mata. Mai ha notado que los gestos de Pin imitan a los de Ares, y la pelea resultante se lleva a un estadio deportivo cercano, donde la verdad finalmente se revela públicamente: Ares había matado a Pin y ha estado usando un esqueleto biónico en su cuerpo. Una vez, Pin le dijo a Ares que hiciera el mundo "perfecto", lo que Ares cree que solo sucederá a través de la extinción de la humanidad. Con sus planes expuestos, Ares arma los Q-Bots y se fusiona con una poderosa armadura de asalto para dominar a 7723, mientras que Mai rescata a Molly y evacua el estadio, pero es capturada por el cuerpo de Pin de Ares.
Incapaz de defenderse de Ares, 7723 toma la decisión de reiniciarse, restaurar sus armas y comenzar el proceso de borrar sus recuerdos. Al salvar a Mai, comparte un último adiós con ella antes de luchar contra Ares en igualdad de condiciones. Después de dañar fatalmente a Ares, el reinicio de su sistema se completa antes de que pueda destruir a Ares, volviéndose inerte. Ares intenta usar su cuerpo Pin ahora debilitado para destruir al vulnerable 7723, pero Mai decapita a Ares, deteniéndolo para siempre. 7723 se reactiva pero no reconoce a Mai.
Cuando todo finalmente vuelve a la normalidad, Mai comienza a crear nuevos recuerdos con 7723.

## Reparto de voz
- John Krasinski como Proyecto 7723.
- Charlyne Yi como Mai Su, la hija de Molly que fue intimidada por Greenwood y sus amigos por ser un bicho raro.
- Jason Sudeikis como Justin Pin / Ares.
- Michael Peña como Momo, el perro de Mai.
- David Cross como Dr. Tanner Rice / Q-Bots.
- Constance Wu como Molly Su, madre de Mai.
- Kiana Ledé como Greenwood, una chica que intimida a Mai por no tener amigos.
- Anna Akana como Ani, la amiga de Mai que también es intimidada por Greenwood.
- Kitana Turnbull como RJ.
- Jet Jurgensmeyer como Junior.
- Betsy Sodaro como Gate.

## Producción
En mayo de 2018, se anunció que Netflix había adquirido los derechos mundiales de Next Gen, una película animada dirigida por Kevin R. Adams y Joe Ksander, por $ 30 millones. El acuerdo excluyó a China. Charlyne Yi, Jason Sudeikis, Michael Pena, David Cross, Kitana Turnbull y Constance Wu liderarían el reparto de voces.
Hablando del proyecto que está adquiriendo Netflix, Ksander declaró:

Comprar la película por el precio que [Netflix] hizo fue genial para todos los involucrados, pero lo más importante es que han sido un socio que ha sido de gran apoyo para lo que estábamos tratando de hacer.

R. Adams agregó que:

Los estudios no estaban seguros de cómo encajaría [Next Gen] como película infantil animada con una acción similar a Marvel. Netflix fue el más generoso y están en un lugar donde pueden arriesgarse.

## Estreno
La película fue lanzada por Netflix el 7 de septiembre de 2018. La película será lanzada por Alibaba Group y Wanda Group, los dueños de la cadena de cines más grande del mundo, Wanda Cinemas.
La versión japonesa utiliza la canción “Next” de Dream Ami como tema final.